# 4569 Бербель
4569 Бербель (4569 Baerbel) — астероїд головного поясу, відкритий 15 квітня 1985 року.
Тіссеранів параметр щодо Юпітера — 3,375.